# Patrimoine Le Corbusier de Firminy-Vert
Le site Le Corbusier de Firminy comporte plusieurs bâtiments conçus par Charles Édouard Jeanneret dit Le Corbusier. C'est le plus important ensemble urbain inspiré par lui en Europe et le second dans le monde après Chandigarh en Inde.

## Historique
Lors de son élection en qualité de maire de Firminy en 1953, Eugène Claudius-Petit décide de faire auditer la ville. Le centre ville était composé de bâtiments pour la plupart construits avant 1914. Les équipements comme l’adduction en eau potable étaient pratiquement inexistants.
Fort de ce constat, Eugène Claudius-Petit décide de créer un nouveau quartier avec tout le confort moderne. Charles Delfante, aidé des architectes Marcel Roux, Jean Kling et André Sive, est choisi pour réaliser le premier plan d'urbanisme intitulé "Firminy-Vert" en 1954.
Leurs constructions respectent les grands principes de la Charte d'Athènes (plus de 88 % de verdure et le reste en bâtiment), dont Le Corbusier est l'un des fondateurs et qu'il publia en 1943.
Le Corbusier étant un ami de Claudius-Petit, qu'il avait rencontré en 1946 aux États-Unis, celui-ci l'invite à dessiner la deuxième phase du nouveau quartier de Firminy-Vert en 1954.
Il produit deux plans d’urbanisme :
- le premier, en 1958, est un centre civique (stade municipal, maison de la culture et de la jeunesse et église) ;
- le second, vers 1962, est un projet de 3500 logements repartis sur trois unités d’habitations avec des équipements scolaires et commerciaux[1].

Le Corbusier meurt en 1965 au Cap-Martin avant la fin des chantiers, alors que la plupart des projets n'étaient pas achevés, seule la Maison de la Culture étant presque terminée. 
Seule une unité d’habitation fut construite ; les travaux de l’église s'arrêtèrent faute de financement en 1978, laissant le niveau 5 sans la partie supérieure.
Avant sa disparition, il ne put dessiner la piscine qui devait s'insérer dans l'ensemble architectural. Elle fut dessinée ultérieurement par l'un de ses disciples, André Wogenscky.
En 2003, les travaux de l’église reprirent après 30 ans d'arrêt. Les travaux furent financés sur fonds publics en violation du principe de séparation de l'Église et de l'État. L'ouvrage fut inauguré en 2006. Les marchés de travaux furent annulés par le tribunal administratif mais postérieurement à leur réalisation.
En 2008, la fondation Le Corbusier propose pour la deuxième fois le classement de tous les sites de Le Corbusier au patrimoine mondial de l'UNESCO.

## Monument
L’ensemble du site Le Corbusier de Firminy est classé au titre des monuments historiques et est composé :
- d'une maison de la culture et de la jeunesse (ex-espace Le Corbusier)[3],
- d'une unité d'habitation[4],
- d'un stade municipal[5].
- de l'église Saint-Pierre[6]
- d'une piscine[7] réalisée de 1965 à 1968, par l’architecte André Wogenscky après la mort de Le Corbusier).

En 2016, la maison de la culture de Firminy-Vert est l'une des 17 œuvres architecturales de Le Corbusier classées au  Patrimoine mondial (2016) de l'UNESCO.